# Nissan Leaf
La Nissan Leaf (日産・リーフ, Nissan Rīfu) est une voiture électrique cinq-places, annoncée par Nissan en 2009. Elle est commercialisée au Japon et aux États-Unis depuis décembre 2010 et est disponible dans l'ensemble de l'Europe et le Canada depuis fin 2011. Il s'agit du deuxième modèle de Nissan spécialement étudié pour être électrique, après la petite Hypermini produite entre 1999 et 2001.
Plus de 470 000 unités ont été vendues en dix années. L'Europe est le premier marché, avec plus de 150 000 véhicules vendus, suivi des États-Unis avec 141 907 véhicules et du Japon avec près de 140 000 véhicules. Le marché européen est mené par la Norvège avec plus de 60 000 véhicules.
Jusqu'en décembre 2019, la Nissan Leaf fut le véhicule tout-électrique ayant été le plus vendu dans le monde jusque là. La Tesla Model 3 a depuis surpassé la Leaf.

## Première génération (2010-2017)
En novembre 2010, elle remporte le trophée européen de la voiture de l'année en 2011. Après la Toyota Prius en 2005, c'est la seconde voiture à remporter le prix en proposant une énergie alternative, mais la première à être équipée d'un moteur complètement électrique, ce qui lui a permis selon le jury de remporter le prix. La Nissan Leaf bat l'Alfa Romeo Giulietta et l'Opel Meriva et succède ainsi à la Volkswagen Polo élue en 2010. Puis elle est élue « Voiture mondiale de l'année 2011 » (World Car of the Year) à l'occasion du salon de New York.

### Caractéristiques techniques

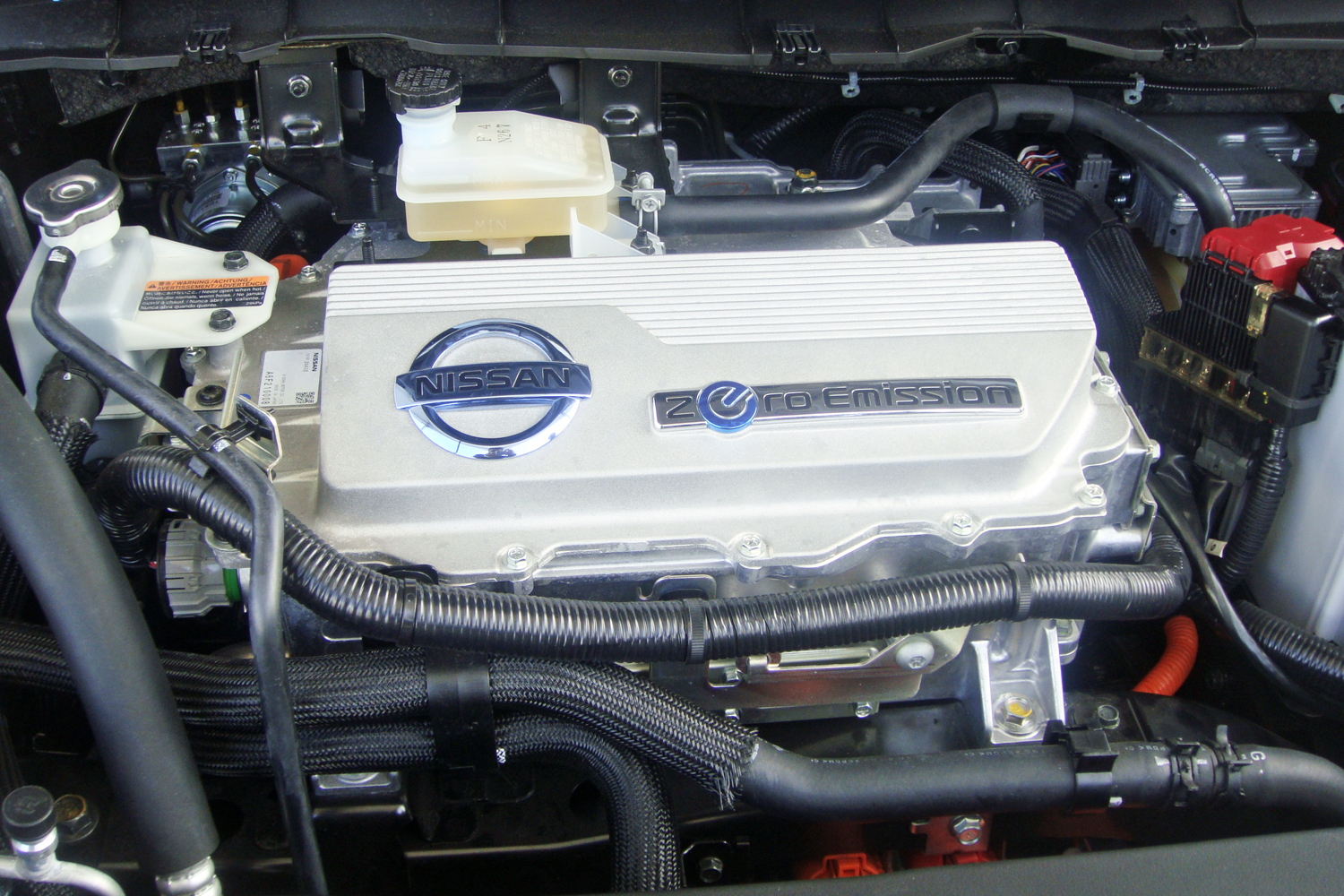
Le moteur électrique.

La motorisation, alimentée par une batterie lithium-ion d'une capacité de 24 kWh (21,5 kWh utilisables), entraîne les roues avant ; le moteur synchrone à courant alternatif est capable de produire une puissance maximale de 80 kW (équivalent à 109 ch). Son autonomie est d'environ 160 km ce qui d’après Nissan « satisfait les besoins de plus de 70 % des consommateurs dans le monde conduisant des automobiles ». La batterie se charge sur le secteur (230 V) en huit heures grâce au chargeur embarqué de 3,6 kW et peut être chargée à 80 % de sa capacité en 30 minutes avec un chargeur rapide à courant continu (DC) de 50 kW par le port CHAdeMO. La station de recharge adoptée par Nissan pour ce modèle est développée par la firme américaine AeroVironment, plus connue pour ses drones.
Une version avec autonomie augmentée apparait fin 2015. Elle est équipée d'une batterie lithium-ion de 30 kWh (voir Phase 3).
Elle obtient cinq étoiles au test de sécurité EuroNCAP.

### Ventes
Canada

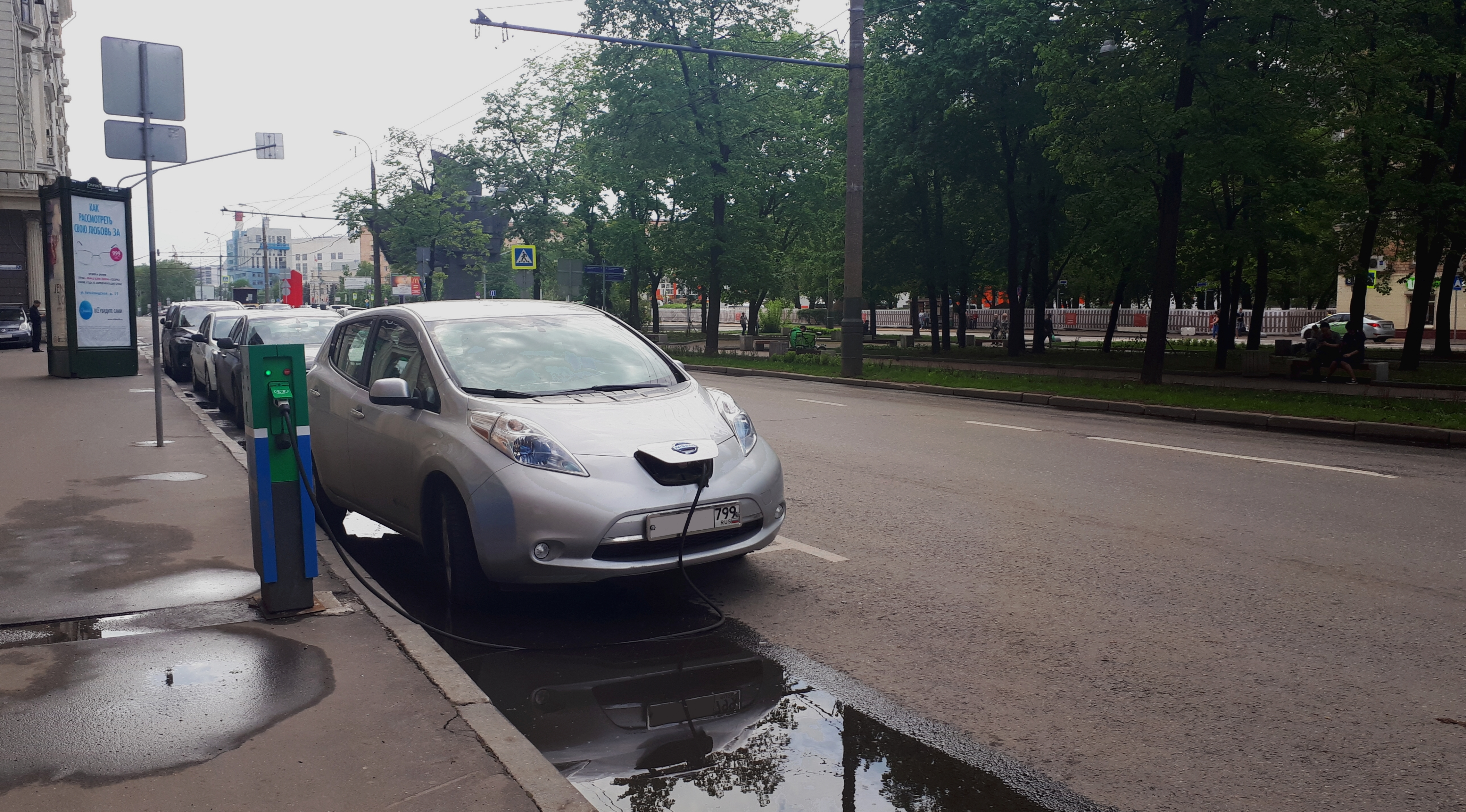
Nissan Leaf à Moscou

Communauto, entreprise offrant un service d'autopartage à Montréal, a annoncé qu'elle incorporera cinquante Nissan Leaf dans son parc automobile d'ici fin 2011.
Europe
Produite au Japon, la Leaf commence à être distribuée dans plusieurs pays d'Europe (Portugal, en république d'Irlande, au Royaume-Uni et aux Pays-Bas) début 2011. Elle est disponible depuis août 2011 en France et en Belgique. Elle est également assemblée en Amérique du Nord et en Angleterre (à Sunderland) fin 2012 et début 2013.
États-Unis
La diffusion prévue pour les États-Unis en 2011 est de 12 000 véhicules.
Japon
La Leaf est distribuée au Japon depuis décembre 2010.
Russie

### Versions

#### Phase 1 (2010-2013)
En France, la première version de la Leaf est fabriquée au Japon, disponible en intérieur clair, et en pleine propriété (batterie non louée).
Elle comprend en standard, le chargeur AC 3,3 kW, les phares à leds, les jantes alu de 16 pouces, mais ne dispose pas de pompe à chaleur, ni de récupération d'énergie au freinage à l'aide du mode 'B' (pour 'Brake').

#### Phase 2 (2013-2015)
La phase 2 introduite en Europe mi-2013 apporte de nombreuses améliorations.
La première est une fabrication locale, les Leaf européennes étant désormais fabriquées et assemblées à Sunderland en Angleterre, tout comme les batteries.
D'après la communication Nissan, plus de 200 modifications séparent les phases 1 des phases 2, certaines visibles, comme le déplacement du chargeur du coffre au compartiment moteur, le port de charge éclairé et l'apparition de différentes finitions.
La batterie peut désormais être louée (désignation commerciale Flex) et on note la disparition du frein de parking électrique qui devient mécanique à pied, ainsi que des porte-gobelets. La sellerie est désormais noire par défaut.
| Finition  | de série | en option |
| --------- | --- | --- |
| Visia     | - Airbags frontaux - ESP - ABS/EBD - Vitres électriques AV/AR - TPMS (contrôle de pression des pneus) - Jantes acier 16 pouces - Poignées de portes chromées - Phares antibrouillards AV/AR - Feux de jour - Rétroviseurs extérieurs électriques - Système audio CD RDS 4 HP avec port USB et mains libres bluetooth - Commandes au volant - Aide au démarrage en côte - Ouverture et démarrage sans clé - CRO (10A/230V) de 6 m fournit pour la recharge domestique - Chargeur intégré de 3,6 kW - Programmation de charge - Blocage du port de charge AC - éclairage de la trappe de recharge - ouverture de la trappe de recharge électrique (commande disponible sur la clé)                   | - Prise de recharge rapide DC CHAdeMO 50 kW, sur option - Nissan connect 2.0 (rajoute aussi l'écran 7 pouces tactile + caméra de recul couleur)    |
| VisiaPack | Équipements de la VISIA + - Régulateur/Limiteur de vitesse avec commandes au volant - Vitres arrière surteintées - Jantes alliage 16 pouces (identique phase 1) - Rétroviseurs extérieurs couleur carrosserie | - Prise de recharge rapide DC Chademo 50 kW - Nissan connect 2.0 (rajoute aussi l'écran 7 pouces tactile + caméra de recul couleur)                |
| Acenta    | Équipements de la VISIA PACK + - Déclenchement et programmation de la climatisation à distance - Boîte à gants réfrigérante - Mode de conduite 'B' - Sellerie bio tissus (noir, beige en option) - Allumage automatique des feux - Essuie-glaces AV à déclenchement automatique - Rétroviseurs extérieurs rabattables électriquement. - Système de navigation spécifique Carwings - Écran tactile 7 pouces GPS/autoradio/caméra - Caméra de recul couleur - Système audio CD RDS 6 HP avec commandes au volant - Pompe à chaleur - Connecteur Chademo pour recharge rapide DC 50 kW - Déclenchement et programmation à distance de la recharge - Extinction temporisée des phares 'follow me home' | - Sellerie cuir - Sellerie tissus beige - Intérieur beige - Pack confort (sièges AV/AR + volant chauffants) - Chargeur AC 6,6 kW - panneau solaire |
| Tekna     | Équipements de l'ACENTA + - Sellerie cuir - Volant cuir chauffant - Sièges AV/AR chauffants - Jantes alliage 17 pouces - Feux avant à LED (identique phase1) - Rétroviseurs extérieurs dégivrants - Nissan AWM360° (caméra 'vue de dessus') - Système audio BOSE 7 HP avec caisson de graves dans le coffre | - Chargeur AC 6,6 kW - Panneau solaire |

#### Phase 3 (2016-2017)
Une version légèrement améliorée de la Leaf apparaît en 2016, pas de changement extérieurs distinctifs, si ce n'est une nouvelle couleur 'bronze'.
Toutes les versions sont désormais connectées (y compris la Visia), la charge par défaut est en 6,6 kW, et la plupart ont le port CHAdeMO.
Une nouvelle version du combiné GPS apporte la radio numérique DAB et une refonte de l'interface.
Le plus gros changement est désormais la disponibilité d'une batterie de 30 kWh (27 utilisables) en option sauf sur la Visia, portant l'autonomie NEDC à 250 km (au lieu de 200 km pour la 24 kWh, qui reste au catalogue).

## Seconde génération (2018- 2025)
La seconde génération de la Nissan Leaf est préfigurée par le concept car Nissan IDS présenté au salon de Tokyo 2015, en tant que véhicule autonome 100 % électrique. Elle est révélée le 6 septembre 2017 pour une commercialisation début 2018.
Nissan présente un concept car de la version sportive Nismo de sa Leaf au salon de l'automobile de Tokyo 2017. Elle se démarque par une nervure de capot noire, des bas de caisse spécifiques soulignés d'un liséré rouge, des jantes Nismo à branches noires.

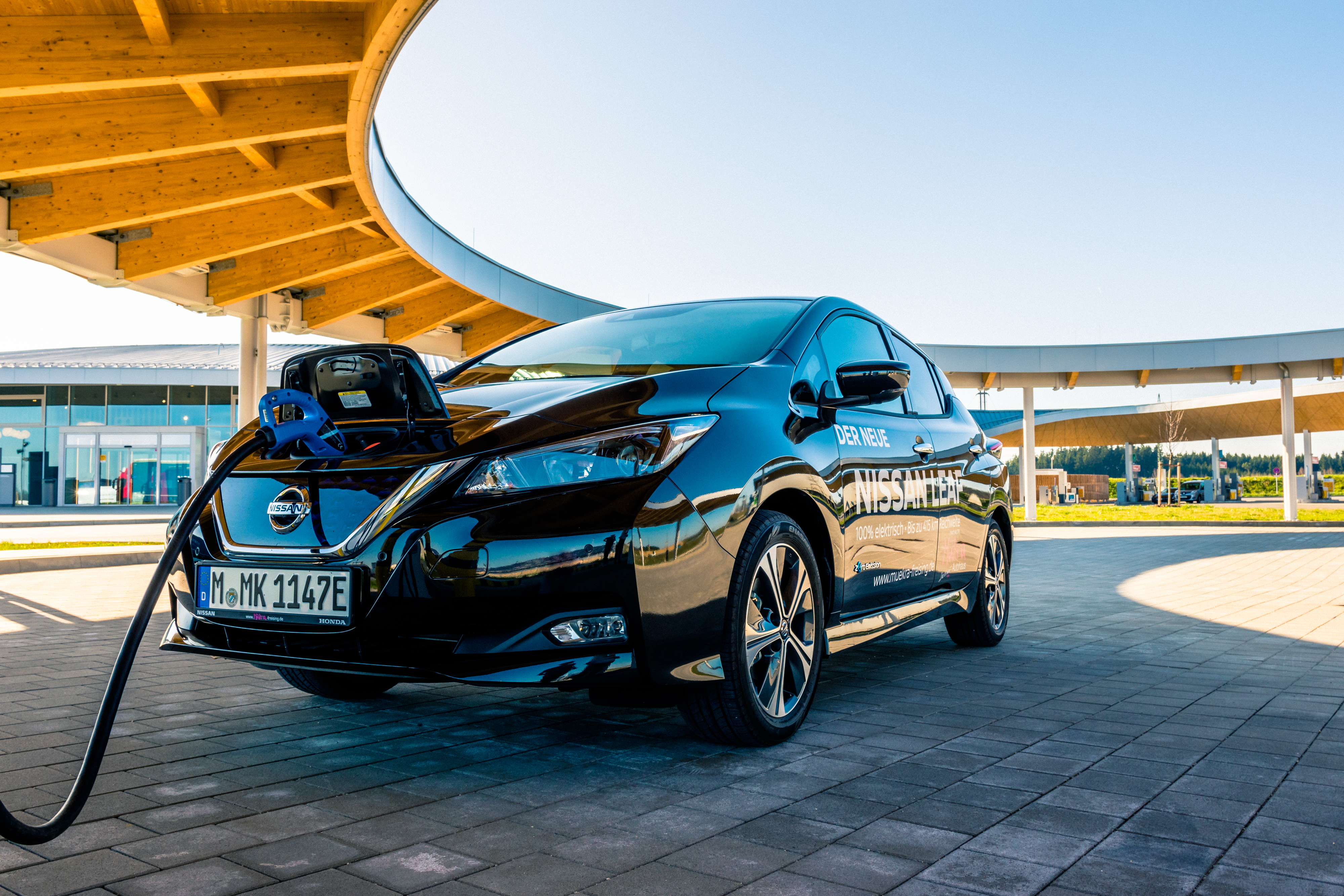
En charge
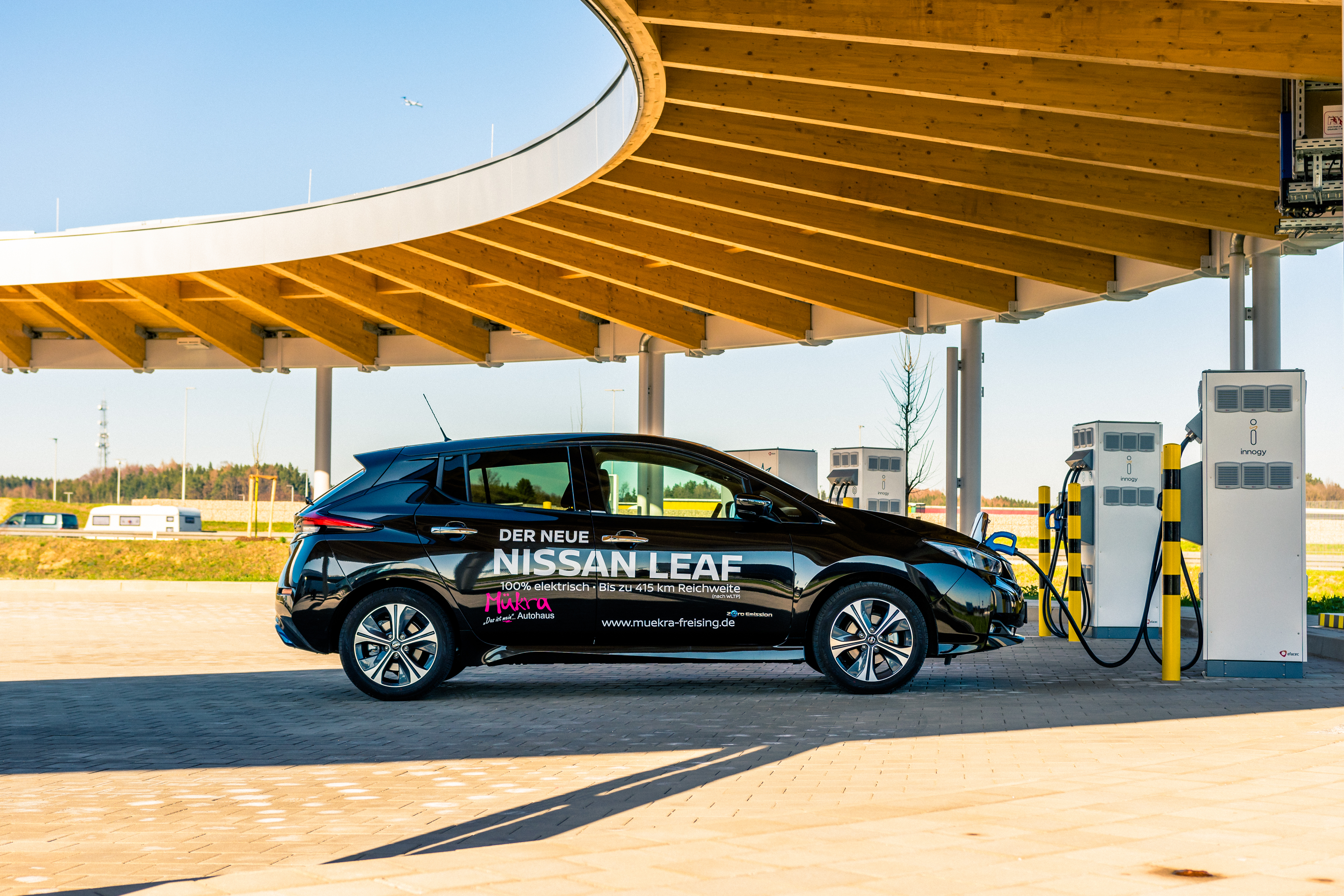
Vue de profil
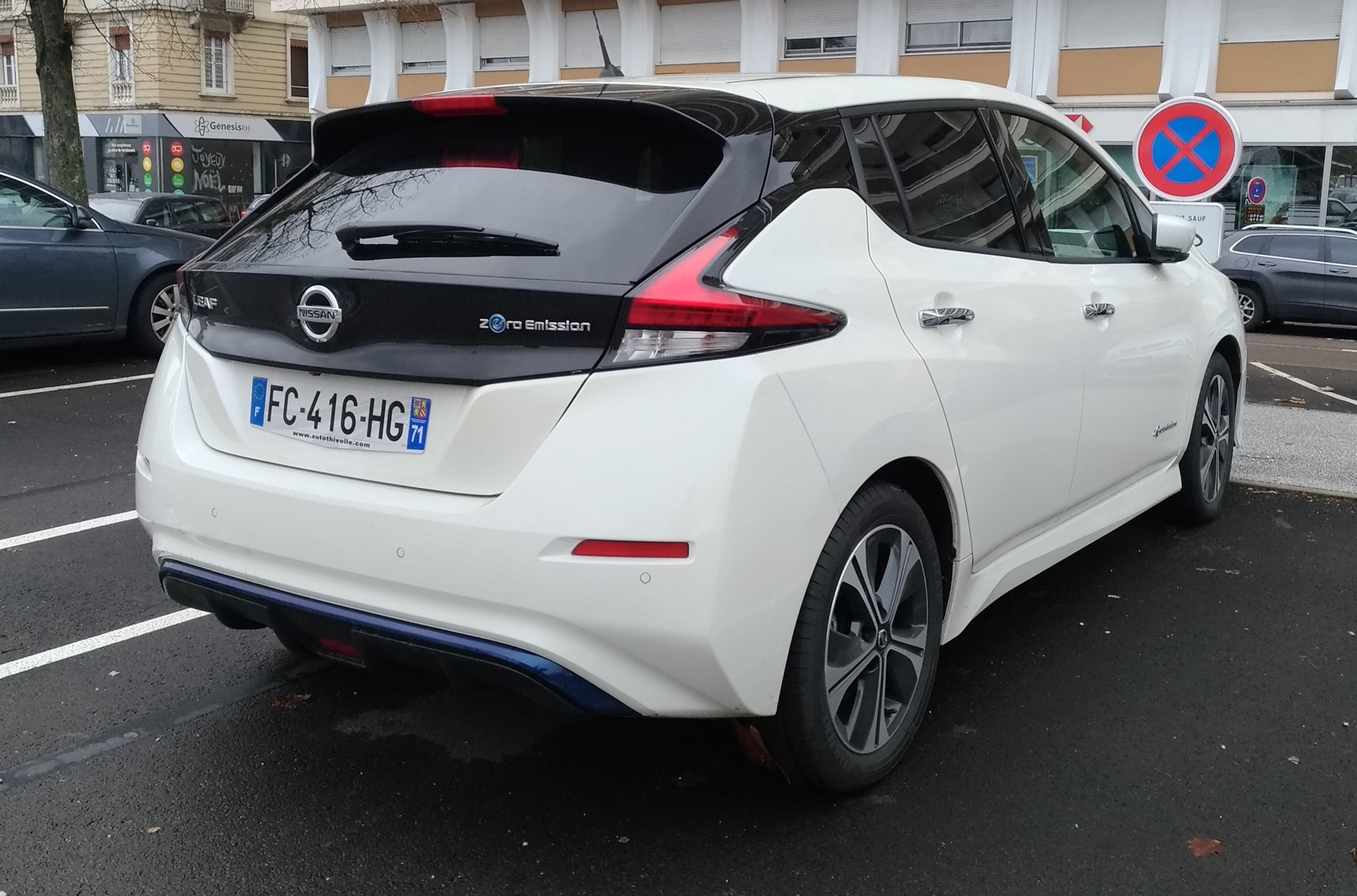
Vue de l'arrière
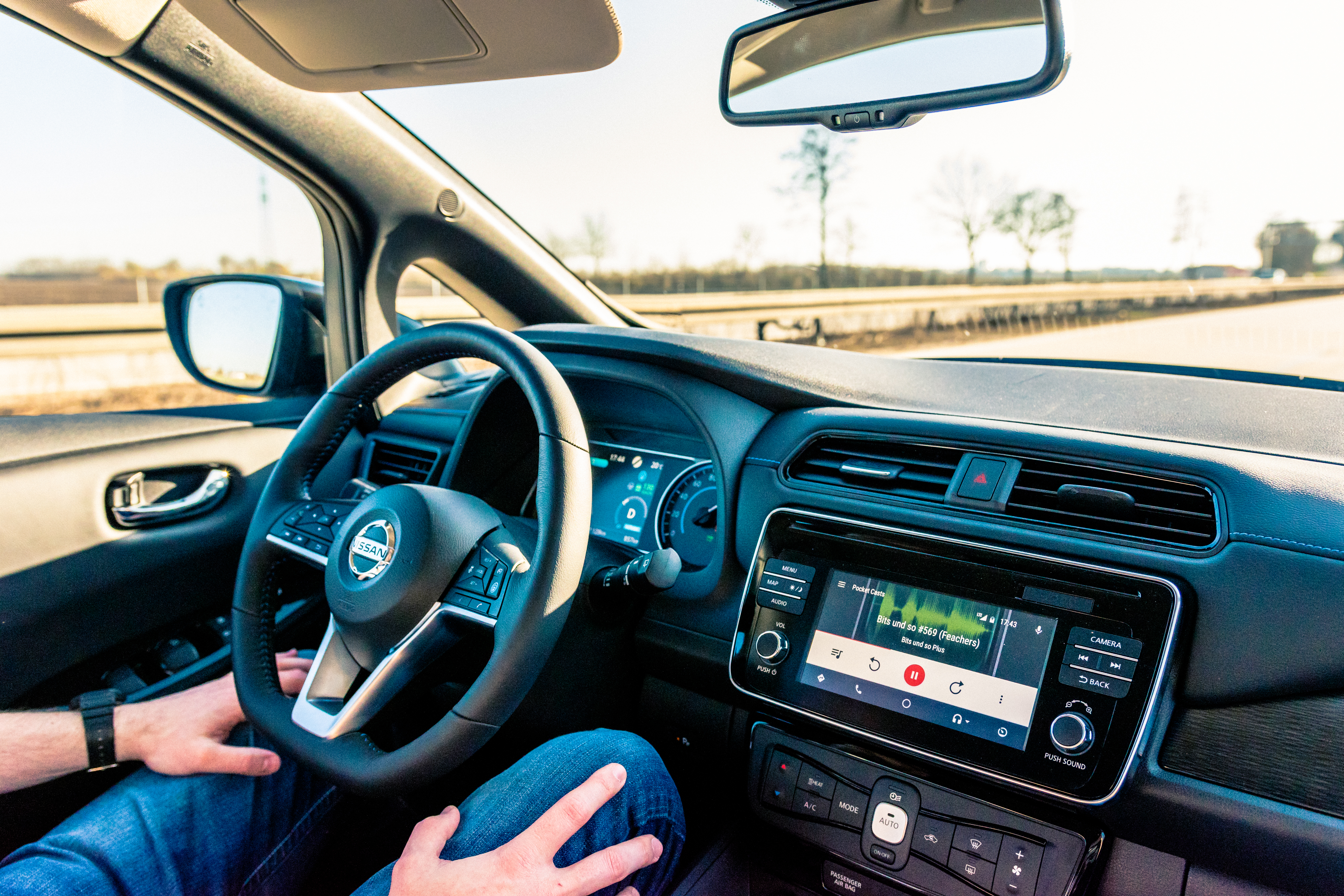
Tableau de bord

### Série spéciale
- Leaf10 : célèbre les 10 ans de la Leaf[16].

### Caractéristiques techniques
|                                                                         | Nissan Leaf                    | Nissan Leaf                    |
| Leaf 150 ch                                                             | Leaf e+ 217 ch                 |                                |
| Batterie                                                                | Batterie                       | Batterie                       |
| ----------------------------------------------------------------------- | ------------------------------ | ------------------------------ |
| Capacité batterie brute                                                 | 40 kWh                         | 62 kWh                         |
| Capacité batterie nette                                                 | 37 kWh                         | 56 kWh                         |
| Autonomie WLTP cycle mixte                                              | 285 km                         | 385 km                         |
| Consommation WLTP cycle mixte                                           | 16,6 kWh / 100 km              | 18,5 kWh / 100 km              |
| Technologie de la batterie                                              | lithium-ion                    | lithium-ion                    |
| Moteur                                                                  |                                |                                |
| Puissance moteur                                                        | 150 ch                         | 217 ch                         |
| Couple moteur                                                           | 320 Nm                         | 340 Nm                         |
| Accélération 0 à 100 km/h                                               | 7,9 s                          | 6,9 s                          |
| Vitesse max                                                             | 144 km/h                       | 157 km/h                       |
| Type de moteur                                                          | Synchrone à aimants permanents | Synchrone à aimants permanents |
| Type de transmission                                                    | Traction                       | Traction                       |
| Dimensions                                                              |                                |                                |
| Longueur                                                                | 4 490 mm                       | 4 490 mm                       |
| Largeur                                                                 | 2 030 mm                       | 2 030 mm                       |
| Hauteur                                                                 | 1 540 mm                       | 1 540 mm                       |
| Poids                                                                   | 1 505 kg                       | 1 656 kg                       |
| Charge utile                                                            | 490 kg                         | 484 kg                         |
| Recharge                                                                |                                |                                |
| Puissance maximale de charge courant alternatif monophasé/triphasé (AC) | 6,6 kW                         | 6,6 kW                         |
| Puissance maximale de charge courant continu (DC)                       | 50 kW                          | 100 kW                         |

### Phase 2 (2022 - 2025)
En février 2022 Nissan présente une version restylée de la Leaf, mais seule l'esthétique évolue.

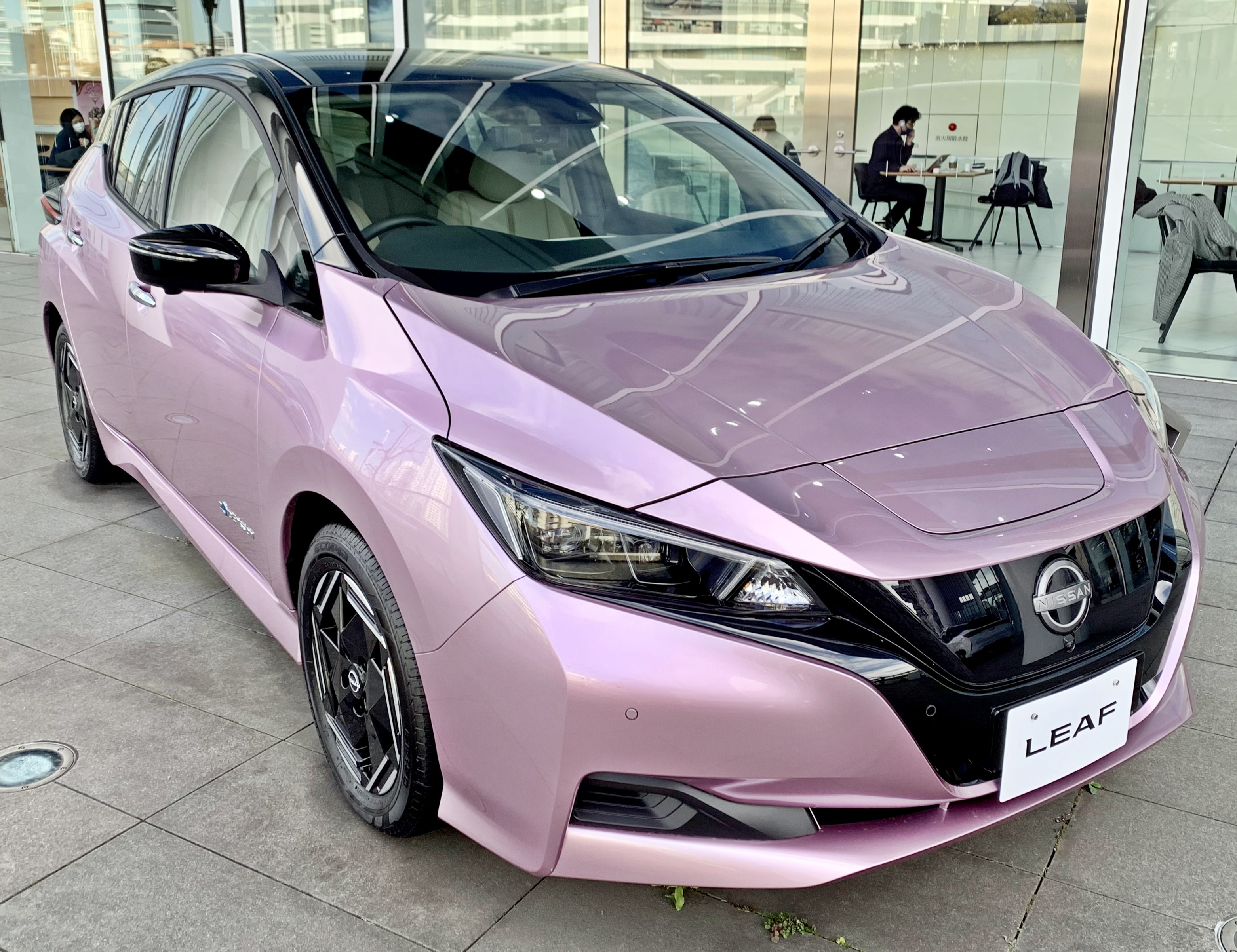
Nissan Leaf II phase 2

La compacte électrique reçoit en attendant le nouveau logo de la marque, qui peut être illuminé, tandis que la calandre évolue avec la disparition de la forme en « V » chromée, remplacée par un élément de couleur noire. De nouvelles jantes apparaissent également, ainsi que deux nouvelles teintes de carrosserie, nommées Bleu Sukumo et Bleu Magnétique.
Après avoir simplifié la compatibilité avec les smartphones précédemment, l'habitacle de la Leaf n'évolue pas à l'occasion de ce léger restylage.
Côté technique, aucune évolution n'est annoncée.
L'usine britannique de Sunderland cesse de fabriquer la Leaf en mars 2024. Le modèle toutefois reste fabriqué sur ses autres sites d'assemblage.

## Dans la culture populaire
La Nissan Leaf est le sujet du poème de Roger McGough « Ode à la Leaf  », issu de son recueil As Far as I Know de 2012.